# راه‌آهن بی‌ان‌اس‌اف
خط آهن بی‌ان‌اس‌اف (به انگلیسی: BNSF Railway) پس از راه‌آهن یونیون پاسیفیک (رقیب اصلیش برای حمل محموله در غرب ایالات متحده آمریکا) دومین شبکه بزرگ راه‌آهن و یکی از ۷ خط آهن کلاس ۱ در آمریکای شمالی است. این خط آهن ۴۸۰۰۰ کارمند و ۳۲٬۵۰۰ مایل (۵۲٬۳۰۰ کیلومتر) در ۲۸ ایالت، و بیش از ۸٬۰۰۰ لوکوموتیو دارد. این راه آهن سه مسیر فراقاره‌ای دارد که بین شرق و غرب آمریکا پیوندهای پرسرعت فراهم می‌آورند. این دو شرکت بر همه خطوط ریلی حمل محموله در غرب آمریکا انحصار دوگانه فروش دارند و در هزاران مایل حق ریل شریکند.
مقر این شرکت در فورت وورث، تگزاس، است و این راه آهن از شرکت‌های زیرمجموعه برکشایر هاتاوی است.

## نگارخانه

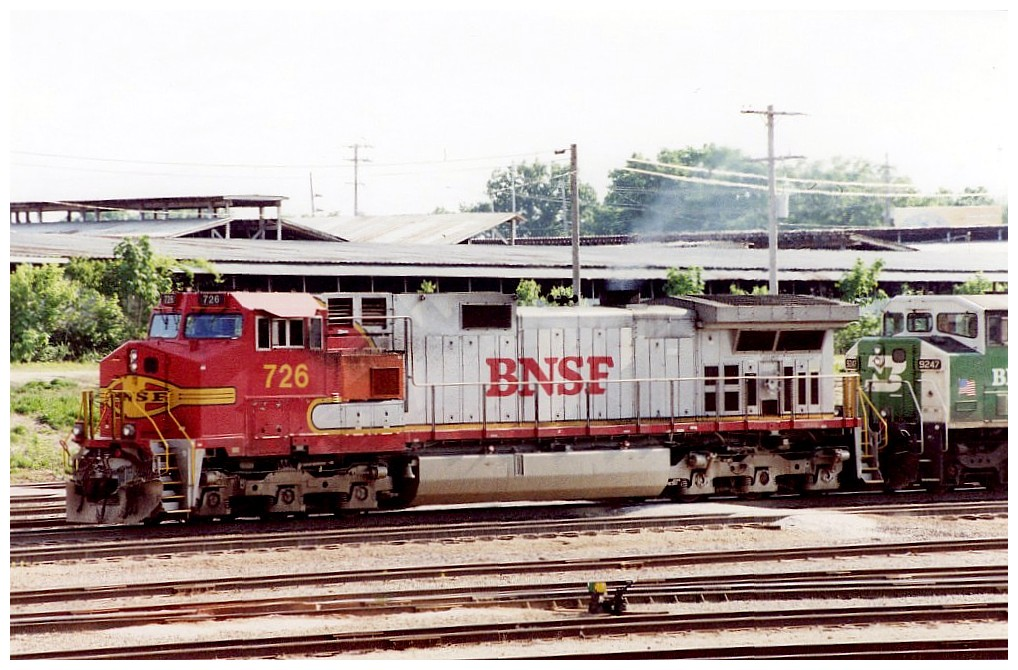
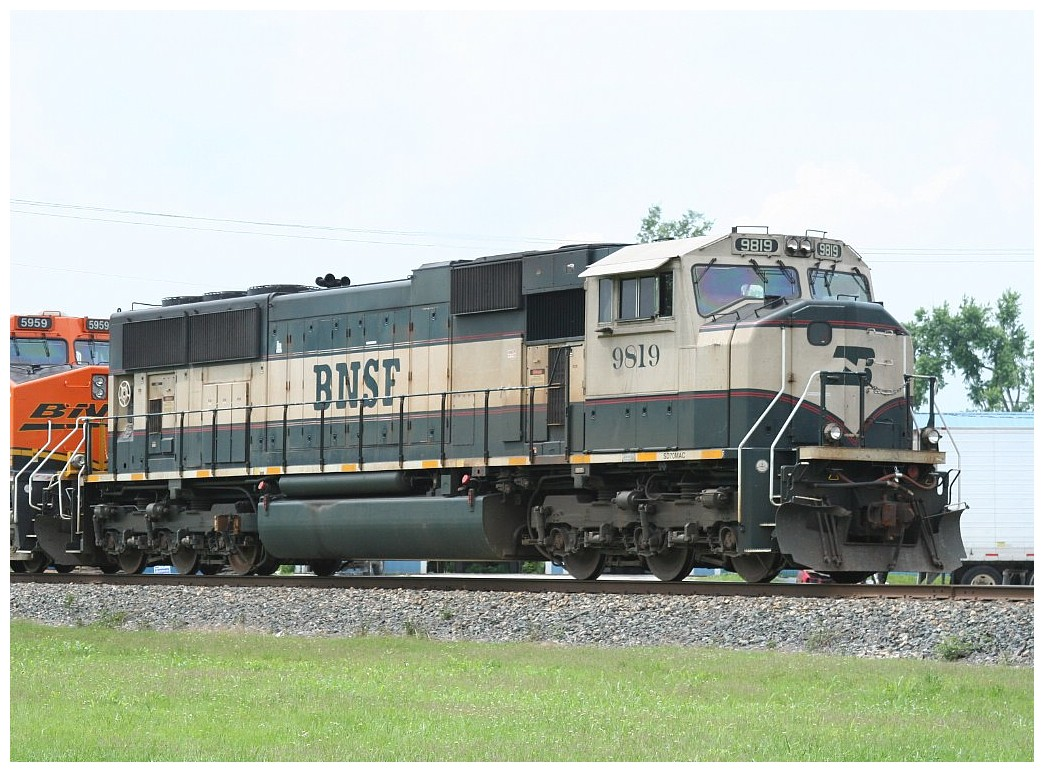
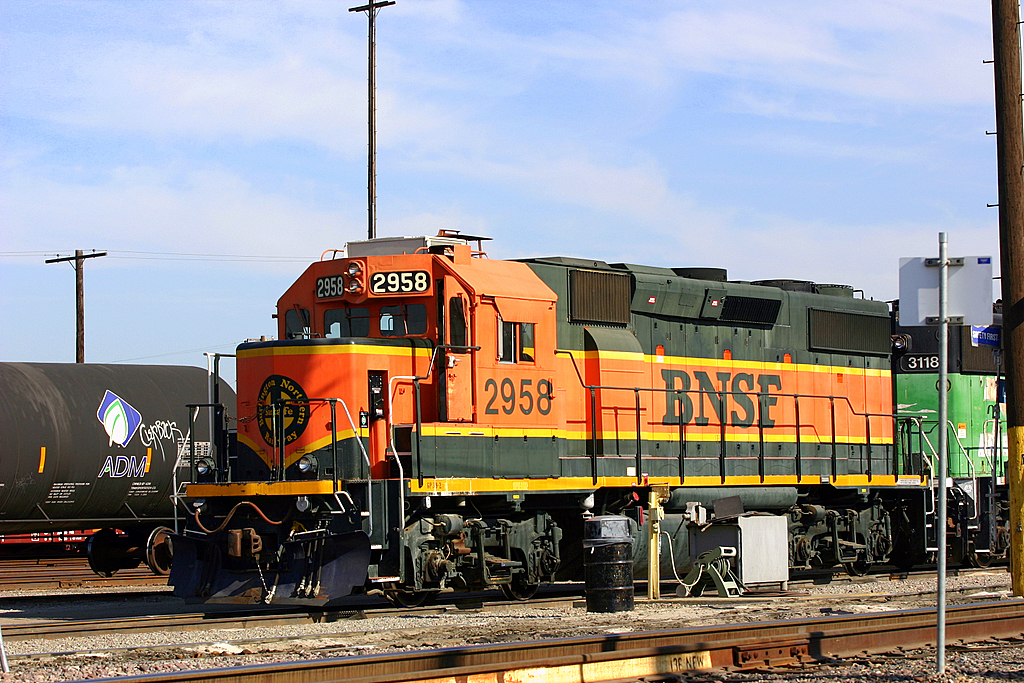
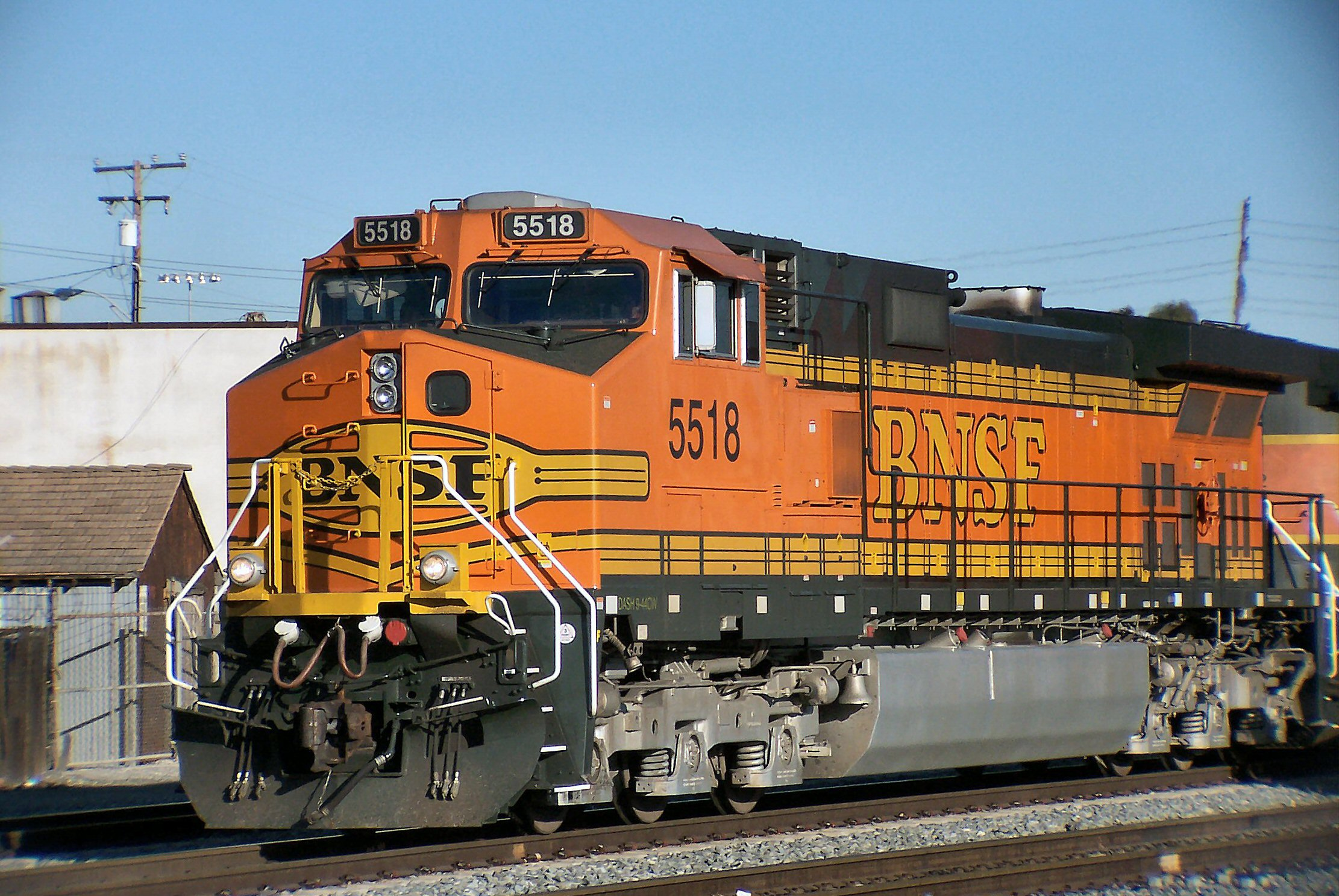
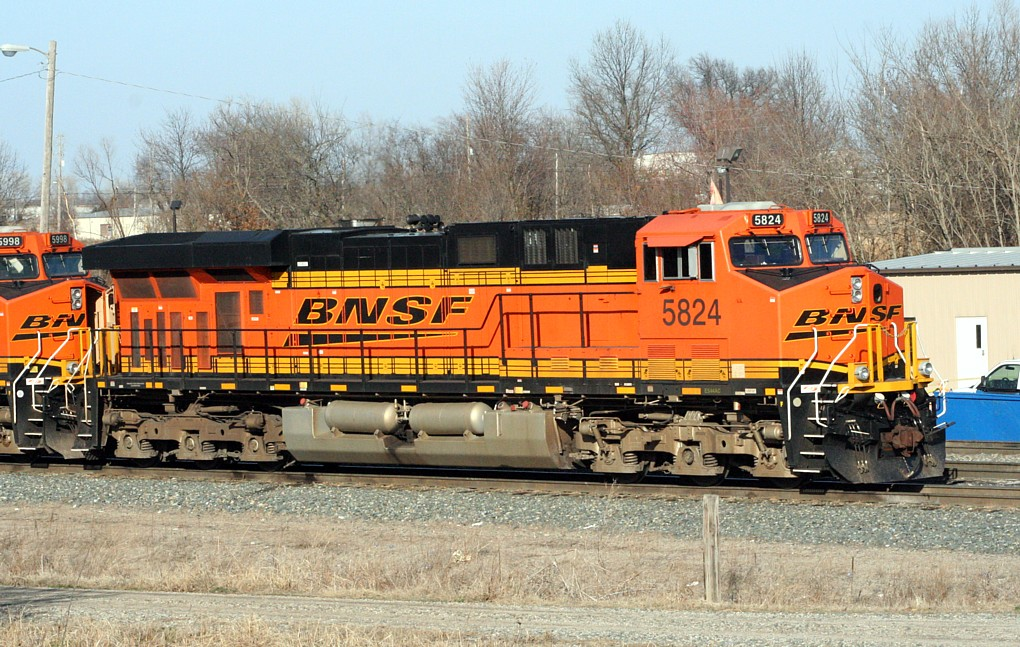